# Apristurus aphyodes
Apristurus aphyodes és un peix de la família dels esciliorrínids i de l'ordre dels carcariniformes.

## Hàbitat
Es troba entre els 1.014 i 1.800 m de fondària.

## Reproducció
És ovípar.

## Distribució geogràfica
Es troba a les costes del nord-est de l'Atlàntic: Dinamarca, França, Irlanda, Regne Unit i Península Ibèrica.